# جشنواره بین‌المللی فیلم اروتیسم
جشنواره بین‌المللی فیلم اروتیسم (انگلیسی: Brussels International Festival of Eroticism) یک نمایشگاه بازرگانی برای صنعت سکس در اروپاست. این رویداد سالانه و در ماه فوریه برگزار می‌گردد. مقر این جشنواره در شهر بروکسل می‌باشد. مهمترین رویداد این جشنواره اهدای «جوایز ایکس اروپایی» است که جایزه‌ای برای فیلم‌های بزرگسال است.
هر کدام از کشورهای شرکت‌کننده (معمولاً آلمان، ایتالیا، فرانسه و اسپانیا) جوایز مخصوص به خود را دارند، شامل بهترین فیلم، بهترین کارگردان، بهترین بازیگر مرد و بهترین بازیگر زن.
نخستین دوره جشنواره بین‌المللی فیلم اروتیسم در سال ۱۹۹۳ و نخستین اهدای «جوایز ایکس اروپایی» در سال ۱۹۹۵ انجام شد.